# Alaa Abdelnaby
Alaa Abdelnaby (arab. علاء عبد النبي; ur. 24 czerwca 1968 w Kairze) – egipski koszykarz, występujący na pozycjach silnego skrzydłowego lub środkowego, posiadający także amerykańskie obywatelstwo.
W 1986 został zaliczony do IV składu Parade All-American. Wystąpił też w meczu gwiazd amerykańskich szkół średnich – McDonald’s All-American.

## Osiągnięcia
Na podstawie, o ile nie zaznaczono inaczej.
NCAA
- Wicemistrz NCAA (1990)
- Uczestnik rozgrywek:
  - NCAA Final Four (1988–1990)
  - Sweet 16 turnieju NCAA (1987–1990)
- Mistrz
  - turnieju konferencji Atlantic Coast (ACC – 1988)
  - sezonu regularnego ACC (1989)
- Zaliczony do III składu ACC (1990)

NBA
- Wicemistrz NBA (1992)